# Naranjo de Bulnes
Der Naranjo de Bulnes ist ein 2518 msnm hoher Berg, er ist auch bekannt unter seinem asturischen Namen Picu Urriellu, ist der mit Abstand bedeutendste Berg der Picos de Europa. Der monolithische, aus Kalkstein aufgebaute Gipfel ist von allen Seiten markant. Es gibt zahllose Kletterrouten durch alle vier Wände des Berges, die einfachste Route führt durch die Südwand und verlangt Klettern im Schwierigkeitsgrad V−.
Die Erstbesteigung gelang am 5. August 1904 dem spanischen Politiker Pedro José Pidal y Bernaldo de Quirós, Marqués de Villaviciosa, in Begleitung des Hirten und Bergführers Gregorio Pérez Demaría, genannt El Cainejo, aus Caín de Valdeón in der Provinz León. Sie stiegen dabei durch die Nordwand auf einer Route, die heute als Vía Pidal-Cainejo bezeichnet wird.
Der Hauptgürtelasteroid  (249160) Urriellu ist nach dem Berg benannt.